# Pierre Kirby
Pierre Kirby († 1990) war ein britischer Martial-Arts-Künstler und Schauspieler, der Ende der 1980er Jahre in neun Godfrey-Ho-Filmen mitspielte.

## Leben
Über Pierre Kirby ist nicht sehr viel bekannt. Neben seinem Beruf als Überführer von Yachten lebte er vor allem von Nebentätigkeiten. Nachdem er nach Hongkong gezogen war, lernte Kirby dort den Regisseur Godfrey Ho kennen, der ihn in die Schauspielerei einführte. Kirby spielte in den Jahren 1988 und 1989 vor allem in Hos Low-Budget-Ninja-Filmen mit und erarbeitete sich dadurch einen Ruf als angesehener Martial-Arts-Künstler. Kirby ist unter Exploitation- und Kung-Fu-Fans der bekannteste Schauspieler in Godfrey Hos Filmen.
Kirby starb 1990 bei der Überführung einer Yacht mit Freunden auf offener See.

## Filmografie
- 1988: American Eagle (Ninja Untouchables, Untouchable Glory)
- 1988: Terror Serpent (Thunder of Gigantic Serpent)
- 1988: American Ninja: The Magnificent (Ninja of the Magnificence)
- 1988: American Commando 2: Hunting Express (Hunting Express)
- 1988: American Commando 3: Savage Temptation (Savage Temptation)
- 1988: American Commando 4: Dressed to Fire (Dressed to Fire)
- 1988: Crackdown Mission (Crackdown Mission)
- 1989: Zombie vs. Ninja (Zombie Rival: The Super Ninja Master)
- 1989: Full Metal Ninja (Metallic Fury)